# 大阪市立鶴見南小学校
大阪市立鶴見南小学校（おおさかしりつつるみみなみしょうがっこう）は、大阪府大阪市鶴見区にある公立小学校。

## 沿革
- 1988年4月1日　大阪市立鶴見小学校より分離開校

## 交通
- Osaka Metro長堀鶴見緑地線 今福鶴見駅南東500m